# الرياضة في أوروبا

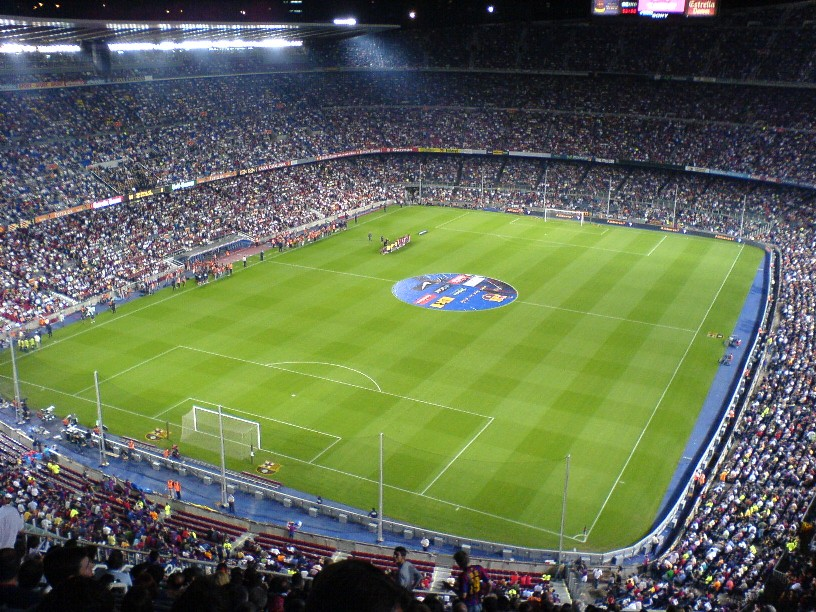
يعد ملعب الكامب نو في برشلونة الأكبر في أوروبا.

أكثر الرياضات شعبية في القارة هي كرة القدم حيث يذكر أنّ رياضة كرة القدم نشأت في إنجلترا، حيث يُعتبر دوري أبطال أوروبا وبطولة أمم أوروبا لكرة القدم أحد أشهر المسابقات الكروية في العالم حالياً. يُعدّ منتخب إيطاليا لكرة القدم ومنتخب ألمانيا لكرة القدم ثاني أكثر المنتخبات الوطنية نجاحاً في مسابقة كأس العالم، حيث حقق الكأس الشهيرة في أربع مناسبات. ويعتبر كل من الدوري الإسباني لكرة القدم والدوري الإيطالي الممتاز والدوري الألماني لكرة القدم أحد أشهر المسابقات الكرة في أوروبا، وتعتبر عدد من الأندية الأوروبية واحدة من أكثر الأندية شهرة في العالم منها ريال مدريد، وبرشلونة، ويوفنتوس، وإيه سي ميلان، وإنتر ميلان، وبايرن ميونخ، وبايرن ميونخ ومانشستر يونايتد.
من الرياضات الأخرى ذات الشعبية الكريكت (خصوصًا في المملكة المتحدة)، واتحاد الرجبي، ودوري الرجبي، وكرة المضرب، وتنس الريشة والاسكواش، وكرة القاعدة، كرة السلة والكرة الطائرة وكرة الماء واتحاد الركبي ودوري الركبي وركوب الدراجات والمبارزة وهوكي الجليد وهوكي الحقل وسباقات السيارات والسباحة. الرياضات الشتوية هي الأكثر شعبية في المناطق الشمالية الأوروبية حيث ينافس الأوروبيين في المباريات الدولية والملاعب الأولمبية. استضافت عدد من المدن في سنوات مختلفة دورة الألعاب الأولمبية آخرها الألعاب الأولمبية الصيفية 2012 في لندن والألعاب الأولمبية الشتوية 2006 في تورنتو.
تمارس عدة ألعاب شعبية في جميع أنحاء القارة وفي بعض الأحيان تدمج في الاحتفالات المحلية. من الأمثلة على ذلك سباق الخيل «باليو» (يشتهر باسم باليو دي سيينا) وسباقات القوارب التقليدية مثل سباق قوارب الجندول في البندقية وسباق القوارب السنوي للجمهوريات البحرية وإعادة تمثيل الرياضات القديمة مثل كالتشيو فيورنتينو وكرة القدم الشاطئية ومصارعة الثيران الإسبانية وتعرف دول أوروبا الشرقية في رياضات المصارعة تمتلك شمال البرتغال فنون دفاع عن النفس خاصة بها مثل جوغو دو باو حيث يستخدم المقاتلون عصياً أو قضباناً لمواجهة واحد أو عدة منافسين في حين تملك فرنسا والمملكة المتحدة تقاليد عريقة في رياضة الفروسية. يعتقد أن الكريكيت تم تطويرها في فترة مبكرة من العصور الوسطى بين المجتمعات الزراعية والتعدينية. يمثل فريق إنجلترا للكريكيت فريقي إنجلترا وويلز معًا، وإحدى المنافسات على أعلى مستوى هي سلسلة آشز بين إنجلترا وأستراليا، والمتنافس عليها منذ عام 1882 م.
من الرياضات الشعبية الأخرى الممارسة بانتظام أو تمتلك دوري خاص بها: التامبوريللو وبوتشي وبوتشيا سو سترادا، وهي لعبة مشابهة لكلوتشيتن.